# Kommunales Beteiligungsmanagement
Unter Kommunalem Beteiligungsmanagement werden Aktivitäten zusammengefasst, mit denen eine Kommune ihre Rolle als Aufgabenträger und Gesellschafter öffentlicher Unternehmen sichert.

## Bedeutung und Entwicklung
Der größte Teil der von Kommunen erbrachten Wertschöpfung findet heutzutage nicht mehr innerhalb der Verwaltung statt, sondern wird von kommunalen Unternehmen erbracht. Mancherorts – insbesondere in den neuen Bundesländern – zählen kommunale Unternehmen, wie Stadtwerke und Verkehrsbetriebe, zu den bedeutendsten Arbeitgebern. Darüber hinaus besitzen sie als öffentlicher Auftraggeber für die regionale Privatwirtschaft sowie als (Gewerbe-)Steuerzahler eine herausragende Bedeutung für die Kommune und deren Umland.
Seit den 1990er Jahren ist die Zahl kommunaler Unternehmen in Deutschland stark angestiegen. Ursächlich hierfür sind die Ausgliederung von Aufgaben aus den Verwaltungen einerseits sowie die Gründung von Tochter- und Enkelgesellschaften bestehender kommunaler Unternehmen andererseits.
Zeitgleich trat ein massiver Wandel der Rahmenbedingungen für die wirtschaftliche Betätigung von Kommunen ein: So sind kommunale Unternehmen heute stärker denn je gefragt, die ihnen übertragenen Aufgaben mit höchster Qualität und wirtschaftlich effizient zu erbringen. Parallel dazu ist die Kommunalwirtschaft aufgrund der EU-Aktivitäten zur Deregulierung und Liberalisierung von Märkten einem zunehmenden Wettbewerb ausgesetzt, der z. B. von Verordnungen zu den Themen Inhouse-Vergabe und Beihilfe verschärft wird.
Zu den wichtigsten rechtlichen Rahmenbedingungen für die wirtschaftliche Betätigung einer Kommune zählt das jeweilige Kommunalwirtschaftsrecht der einzelnen Bundesländer, insbesondere die gültige Gemeindeordnung. Diese regeln u. a. die Bedingungen der wirtschaftlichen Betätigung von Kommunen und damit das Kommunale Beteiligungsmanagement.

## Notwendigkeit
Aus der zunehmenden Größe und Komplexität kommunaler Beteiligungsportfolios sowie aus den anspruchsvolleren Rahmenbedingungen für die öffentliche Wirtschaft ergibt sich die Gefahr einer Verselbständigung kommunaler Unternehmen. Als Antwort auf diese neue Situation bauten zahlreiche Städte zwischenzeitlich ein Beteiligungsmanagement auf, das ihre Rolle als Aufgabenträger und Gesellschafter sichert.
Der Gesetzgeber hat den Kommunen über die Gemeindeordnungen bereits gewisse Pflichten zur Steuerung ihrer in privater Rechtsform geführten Beteiligungen auferlegt. Darüber hinaus haben sich zahlreiche Städte (z. B. Leipzig, Berlin, Hamburg, München) ein weitaus differenzierteres Steuerungsinstrumentarium geschaffen, welches eine ganzheitliche, an den Prinzipien der Nachhaltigkeit ausgerichtete Steuerung des Beteiligungsportfolios gewährleistet.

## Aufgaben und Ziele
Der Deutsche Städtetag definiert Beteiligungsmanagement folgendermaßen:
„Das Beteiligungsmanagement wird mittels einer Beteiligungsverwaltung durchgeführt. In organisatorischer Hinsicht bezeichnet dieser Begriff die Abteilung oder Einheit, die die Verwaltungsleitung und die Entscheidungsträger in ihrer Steuerungsverantwortung unterstützt und eine Überwachung und Unterstützung der Beteiligungen unter einheitlichen fachlichen, wirtschaftlichen und organisatorischen Gesichtspunkten sichert. Inhaltliche Aufgaben der Beteiligungsverwaltung sind das strategische und operative Beteiligungscontrolling und die Mandatsbetreuung.“
Daraus ergeben sich folgende operative Aufgaben:
- die Verwaltung der Beteiligungsunternehmen,
- die Betreuung und Beratung der Mandatsträger und der Verwaltungsspitze,
- die Implementierung eines Beteiligungscontrollings in den Unternehmen und Informationsaufbereitung zur Entscheidungsunterstützung.

Darüber hinaus ergeben sich folgende strategischen Aufgaben:
- Zieldefinition für die Beteiligungsunternehmen auf Basis der individuellen strategischen Ziele der Kommune,
- strategische Positionierung der einzelnen Unternehmen,
- optimaler Zuschnitt des Beteiligungsportfolios („halten“ / „veräußern“),
- Aufgabenkritik und Umsetzung von Portfolioanpassungen (z. B. Gründung oder Veräußerung von Unternehmen).

Organisatorisch kann das Beteiligungsmanagement verschieden ausgestaltet werden:
- durch eine Abteilung der Kämmerei, z. B. in Dresden,
- durch eine Stabsstelle beim Hauptwahlbeamten (Oberbürgermeister), z. B. in Aachen,
- durch eine Matrixorganisation mit Zuständigkeiten sowohl bei der Finanz- als auch bei der Fachverwaltung, z. B. in Berlin oder Hamburg,
- durch ein ausgelagertes städtisches Unternehmen, z. B. in Leipzig.

## Instrumente des Beteiligungsmanagements
Nachfolgend werden wesentliche Instrumente des kommunalen Beteiligungsmanagements vorgestellt:

### Beteiligungsbericht
Der Beteiligungsbericht dient der Dokumentation des kommunalen Beteiligungsvermögens und der Information der Öffentlichkeit. Dieses Instrument betrachtet Daten und Informationen retrospektiv und taugt daher nicht für die zukunftsgerichtete Steuerung.

### Beteiligungscontrolling
Das Beteiligungscontrolling wertet – zwischenzeitlich IT-gestützt – betriebswirtschaftliche Unternehmensdaten aus. Dieses Instrumentensystem ist als Frühwarnsystem zukunftsgerichtet. Die wichtigsten Controllinginstrumente des kommunalen Beteiligungsmanagements sind:
- das unterjährige Berichtswesen, das dem Erkennen von Plan-Ist-Abweichungen dient,
- Wirtschaftsplananalysen, die Informationen über die künftige Geschäftspolitik liefern,
- Jahresabschlussanalysen, die Einblick in die Vermögens-, Finanz- und Ertragslage geben,
- Benchmarking, das auf Basis branchenspezifischer Leistungs- und Finanzkennzahlen den Vergleich verschiedener Unternehmen untereinander ermöglicht.

### Mandatsbetreuung
Unter Mandatsbetreuung ist die fachliche Unterstützung der seitens der Kommune entsandten Vertreter in den Aufsichts- und Kontrollgremien der Beteiligungsunternehmen zu verstehen. Hierzu zählen die Kommentierung von Beschlussvorlagen der Aufsichtsräte sowie die Beschlusskontrolle. Häufig werden auch Fortbildungsveranstaltungen für Mandatsträger zu bestimmten Themen durchgeführt, z. B. zu Rechten und Pflichten eines Aufsichtsrats oder betriebswirtschaftlichen Grundlagen der Beteiligungssteuerung.

### Geschäftsführerangelegenheiten
Kommunen sind als Gesellschafter ihrer Beteiligungsunternehmen mit unterschiedlichen Geschäftsführerangelegenheiten befasst. Hierzu zählen die Suche und Auswahl von Geschäftsführern bzw. Vorständen, deren vertragliche Bindung sowie der Abschluss und die Auswertung von Vereinbarungen einer leistungsabhängigen Vergütung.

### Strategische Steuerung
Um bei widerstreitender Interessenlage von Beteiligungsunternehmen und Kommune als Gesellschafter Abhilfe zu schaffen, gewinnt die strategische Beteiligungssteuerung durch Ziele an Bedeutung. Hierfür werden im Rahmen des politischen Willensbildungsprozesses ausgehend von den Zielen der Kommune, Ziele des Eigentümers gegenüber dessen Beteiligungsunternehmen formuliert (z. B. „Zielbilder“ in Hamburg und Berlin oder „Eigentümerziele“ in Leipzig). Diese determinieren die Unternehmensstrategie, liegen der Wirtschaftsplanung des Unternehmens zugrunde und dienen als Basis für die individuellen Tantiemevereinbarungen mit Geschäftsführern.
Der strategischen Beteiligungssteuerung kommt insbesondere die Aufgabe zu, die Konkurrenz gegenläufiger Ziele durch konkrete Festlegung seitens des Gesellschafters aufzulösen. Es gilt, Prioritäten zu setzen und den Gesellschafterwillen zu operationalisieren, um den Wettbewerb von Finanzzielen (z. B. Steigerung der Rentabilität, Preisstabilität) mit Sachzielen (z. B. Steigerung des Marktanteils, lokale Auftragsvergabe) zugunsten einer konsistenten Steuerung aufzuheben.